# Leroy Burrell
Pour les articles homonymes, voir Burrell.
Leroy Russel Burrell, né le 21 février 1967, est un athlète américain spécialiste du 100 mètres. Il a établi par deux fois le record du monde de cette spécialité, avec 9 s 90 en juin 1991 puis 9 s 85 en 1994 au meeting Athletissima à Lausanne. Il est également vice-champion du monde du 100 mètres en 1991 à Toyko derrière Carl Lewis.

## Carrière sportive
Leroy Burrell a grandi à Lansdowne en Pennsylvanie à seulement 20 miles de Willingboro, (c'est son ami Carl Lewis qui remarqua les qualités de sauteur en longueur de Burrell, avant que ce dernier ne renonce à cette discipline en raison d'une blessure) et l'embarqua à l'université de Houston au Texas sous la houlette de Tom Tellez.
Burrell se fait remarquer dès la fin des années 1980 par son talent. Il évolue dans le même club que Carl Lewis, le fameux Santa Monica Track Club, managé par Joe Douglas où il côtoie également deux autres stars américaines de l'athlétisme, Joe DeLoach, champion olympique sur 200 mètres aux Jeux olympiques d'été de 1988 et Mike Marsh, champion olympique sur 200 mètres aux Jeux olympiques d'été de 1992. Une véritable amitié et une grande complicité naît entre les deux hommes : Lewis est comme un grand frère pour Burrell. Bien qu'ils soient de corpulence différente : Burrell est tout en muscles, contrairement à Lewis qui est longiligne, leur technique de course est assez similaire sur 100 m : un départ apparemment moyen, une accélération à mi-course, avec les genoux qui montent, un grand relâchement, le buste droit, le corps bien placé, une technique agréable aux yeux et très efficace.

### 1988
À l'âge de 21 ans, Leroy Burrell participe aux Sélections olympiques américaines d'athlétisme 1988 sur 100 mètres, il échoue aux portes de la finale en finissant sixième de la seconde demi-finale de ces sélections.

### 1989
Leroy Burrell se révèle en 1989 lorsqu'il remporta avec un temps de 9 s 94 le 100 mètres du championnat des États-Unis 1989 (qui furent boycottés par son ami Carl Lewis), cette même année Burrell termina 2e du 100 m de la Coupe du monde des nations d'athlétisme à Barcelone en Espagne avec un temps de 10 s 15 derrière le Britannique Linford Christie et devant le Français Daniel Sangouma.

### 1990
La première victoire de Leroy Burrell sur Carl Lewis sur 100 m a lieu aux deuxièmes Goodwill Games à Seattle, le 23 juillet 1990, Burrell remporte à cette occasion son premier titre majeur avec un temps de 10 s 05. Lewis termine second avec un temps de 10 s 08. Burrell battra pour la deuxième fois Carl Lewis lors de la finale du Grand prix de l'IAAF à Athènes en Grèce le 7 septembre 1990.

### 1991
Cette année aurait dû être l'année de la consécration car il est tout simplement invaincu jusqu'aux Championnats du Monde d'Athlétisme de Tokyo et bat le record du monde du 100 m en 9 s 90 lors des sélections américaines le 14 juin 1991. Cependant au 100 m des Championnats du monde, il ne décroche que la médaille d'argent, devancé de 2 centièmes de seconde (9 s 88, contre 9 s 86) par Carl Lewis dans ce qui restera l'un des plus grands 100 m de l'histoire (six hommes en dessous des 10 secondes, chacun améliorant son record personnel). À la fin de la course, Carl Lewis pleurera dans les bras de Leroy Burrell. Ce dernier fera partie du relais américain du 4 × 100 mètres qui remporte l'or en battant le record du monde en 37 s 50.

### 1992
Burrell se qualifie pour les Jeux olympiques de Barcelone en finissant 3e des Sélections olympiques américaines sur 100 m et en l'absence de Carl Lewis, il est le favori des pronostics. Il gagne sa demi-finale en courant en 9 s 97 avec vent défavorable. La finale compte trois faux départs, il manque de concentration et rate sa course finissant 5e en 10 s 10, Linford Christie gagne en 9 s 96. C'est une grande déception pour Leroy Burrell, d'autant plus que la chance ne se représentera plus jamais. Il se console avec le relais où il remporte une médaille d'or olympique avec un nouveau record du monde à la clé (37 s 40), au côté de Mike Marsh, Dennis Mitchell et Carl Lewis.

### 1993
Leroy Burrell ne se qualifie pas pour le 100 m mais fait tout de même partie de l'équipe en qualité de remplaçant lors des Championnats du monde 1993 qui se déroulent à Stuttgart. Carl Lewis décide de ne pas participer au relais, cédant ainsi sa place à Burrell qui remporte l'or avec l'équipe américaine – égalant le record du monde en demi-finale – avec Jon Drummond, Andre Cason et Dennis Mitchell.

### 1994
La saison estivale commence en fanfare pour Burrell qui bat le record du monde en 9 s 85. On le re-surnomme alors « Le Roi Burrell », cependant le reste est moins bon car il est diminué par des blessures tout comme ce sera le cas pour la suite de sa carrière, on ne reparlera plus de lui au haut niveau jusqu'à sa retraite définitive en 1998.
Depuis sa retraite, Burrell a remplacé son ancien entraîneur, Tom Tellez, en tant qu'entraîneur de l'équipe d'athlétisme de l'université.
Il est élu au Temple de la renommée de l'athlétisme des États-Unis en 2017.

## Vie personnelle
Il épouse en 1994 Michelle Finn, sprinteuse qui a notamment remporté le titre olympique du 4 × 100 mètres en 1992 à Barcelone. Leur fils Cameron Burrell, spécialiste également des épreuves de sprint, se suicide le 9 août 2021 à Houston,. Il a deux autres fils Joshua et Jaden.

## Palmarès et records

### Jeux olympiques
- 1992 à Barcelone ( Espagne)
  -  Médaille d'or avec le relais 4 × 100 mètres

### Championnats du monde d'athlétisme
- 1991 à Tokyo ( Japon)
  -  Médaille d'argent sur 100 mètres
  -  Médaille d'or avec le relais 4 × 100 mètres
- 1993 à Stuttgart ( Allemagne)
  -  Médaille d'or avec le relais 4 × 100 mètres